# Perlis FA
Le Perlis FA est un club malaisien de football basé à Kangar.

## Palmarès
- Championnat de Malaisie
  - Champion : 2005

- Coupe de Malaisie
  - Vainqueur : 2004 et 2006
  - Finaliste : 2005

- Coupe de la Fédération de Malaisie
  - Finaliste : 2003, 2006 et 2007

## Ancien(s) joueur(s)
- "Zico" Senamuang
- Stephen Keshi